# Șahvorostivka, Mirhorod
Șahvorostivka (în ucraineană Шахворостівка) este localitatea de reședință a comunei Șahvorostivka din raionul Mirhorod, regiunea Poltava, Ucraina. În secolul al XIX-lea, satul făcea parte din volostul Mirhorod, uezdul Mirhorod.

## Demografie
Componența lingvistică a localității Șahvorostivka
     Ucraineană (98,97%)
     Alte limbi (0,91%)
Conform recensământului din 2001, majoritatea populației localității Șahvorostivka era vorbitoare de ucraineană (98,97%), existând în minoritate și vorbitori de alte limbi.